# Чупров, Кирилл Матвеевич
Кирилл Матвеевич Чупров (27 февраля 1913, Республика Коми — 29 августа 2002) — стрелок 239-го стрелкового полка 27-й стрелковой дивизии 19-й армии 2-го Белорусского фронта, ефрейтор — на момент представления к награждению орденом Славы 1-й степени.

## Биография
Родился 27 февраля 1913 года в селе Замежная ныне Усть-Цилемского района Республики Коми в крестьянской семье. Русский. Образование начальное. Работал пекарем.
В Красной Армии с августа 1941 года. Участник Великой Отечественной войны с октября 1941 года. Воевал на Карельском и 2-м Белорусском фронтах. Был дважды тяжело ранен в 1941 и в 1943 годах.
Стрелок 239-го стрелкового полка красноармеец Чупров 20-21 ноября 1943 года, оказавшись в окружении близ села Большое Пукозеро, участвовал в отражении многочисленных вражеских атак, в ходе которых истребил свыше десяти пехотинцев. Приказом от 14 декабря 1943 года «за образцовое выполнение заданий командования в боях с немецко-фашистскими захватчиками» красноармеец Чупров Кирилл Матвеевич награждён орденом Славы 3-й степени.
13 марта 1945 года в том же боевом составе ефрейтор Чупров в бою за населённый пункт Гнездау, скрытно подобравшись к дому, где засели вражеские автоматчики и взяв их под обстрел дал возможность роте успешно продвинуться вперёд и развить успех по овладению населённым пунктом. Лично в этом бою истребил пятерых и взял в плен двоих вражеских солдат. Приказом от 27 марта 1945 года «за образцовое выполнение заданий командования в боях с немецко-фашистскими захватчиками» ефрейтор Чупров Кирилл Матвеевич награждён орденом Славы 2-й степени.
4 апреля 1945 года при завершении ликвидации вражеской группировки, окруженной в районе города Гдыня, вывел из строя расчет противотанковой пушки. В ходе последующего наступления, ворвавшись в расположение противника, поразил троих гитлеровцев. Указом Президиума Верховного Совета СССР от 15 мая 1946 года «за образцовое выполнение заданий командования в боях с немецко-фашистскими захватчиками» ефрейтор Чупров Кирилл Матвеевич награждён орденом Славы 1-й степени, став полным кавалером ордена Славы.
В 1945 году К. М. Чупров демобилизован. Вернулся на родину. Работал заведующим пекарней. В 1980-е годы переехал в столицу республики город Сыктывкар.
Умер 29 августа 2002 года.
Награждён орденами Отечественной войны 1-й степени, Славы 1-й, 2-й и 3-й степеней, медалями. «Заслуженный работник культуры Коми АССР».